# Para ti con desprecio
Albums de Panda
'La Revancha del príncipe charro'
(2002) 'Amantes Sunt Amentes'
(2006)
Para ti con desprecio est le nom du troisième album du groupe mexicain de rock pop Panda sorti à la vente le 11 mai 2005.

## Liste des chansons
1. "Reflexiones de una mente perturbada"
2. "Disculpa los malos pensamientos"
3. "...y de la gasolina renació el amor"
4. "Cita en el quirófano"
5. "Ya no es suficiente lamentar"
6. "3+1"
7. "Mi huracán llevaba tu nombre"
8. "Promesas/Decepciones"
9. "Descanso:Ódiame"
10. "Cuando no es como debiera ser"
11. "Miedo a las alturas"
12. "Hasta el final"
13. "Figura decorativa sobre fondo ornamental"
14. "No tienes oportunidad contra mi antipática imaginación"
15. "Porque todavía podemos decir "una vez más""